# Wiebelsdorf
Wiebelsdorf is een voormalige gemeente in de Duitse deelstaat Thüringen. Sinds 1 december 2011 maakt ze deel uit van de landgemeente Auma-Weidatal in het Landkreis Greiz. De gemeente omvatte naast het hoofddorp de dorpen Pfersdorf en Wöhlsdorf.